# Bamidbar
Bamidbar (do hebraico במדבר No deserto, ou No ermo  da primeira palavra do texto) é a quarta parte da Torá. Bamidbar é chamado comumente de Números pela tradição ocidental e trata-se praticamente do mesmo livro apesar de algumas diferenças, principalmente no que lida com interpretações religiosas com outras religiões que aceitam o livro de Números. Este artigo pretende mostrar as origens do livro e suas implicações dentro principalmente do judaísmo.

## Origem do nome do livro

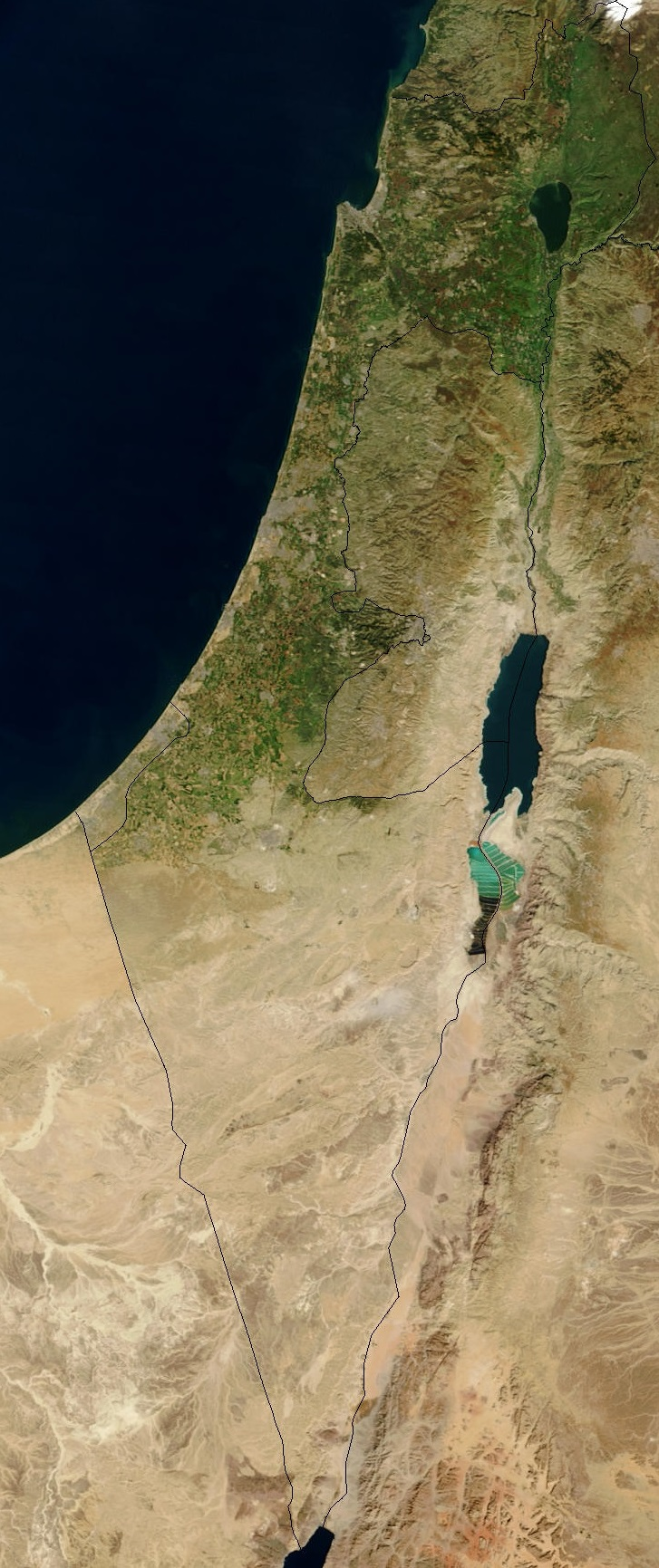
Imagem de satélite da Terra de Israel.

O termo Bamidbar (No ermo) trata-se da primeira palavra do livro, e é o costume judaico dividir seus livros e citar como nome do capítulo o nome de sua primeira palavra. O nome Números origina-se do nome dado na Septuaginta , que chama o livro de Arithmoi ("Números"), devido aos dois censos do povo israelita mencionados no texto.

### Origens do texto
Ainda que a tradição impute a autoria do texto a Moshê, os estudiosos geralmente atribuem a autoria a um período posterior, provavelmente no retorno do Exílio Babilônico onde teria havido uma fusão de diversas lendas mitológicas dos povos do Levante com a cultura judaica.
Os estudiosos crêem que a Torá e subsequentemente Números são  o resultado de diversas tradições que evoluiram em conjunto através da história do antigo povo de Israel.

#### Texto
Números descreve os eventos decorrentes da peregrinação do povo de Israel pelo ermo durante quarenta anos. O texto é comumente dividido em dez parashot (porções) cuja divisão servem para a leitura semanal do texto nas sinagogas acompanhadas das haftarot.Assim a narrativa de Bamidbar está dividida em:

## Bamidbar (במדבר)
A parashá Bamidbar tem como tema principal o censo do povo israelita, contabilizando os homens com idade entre 20 a 60 anos. A estrutura de organização do povo é organizada, de modo a seguir-se um padrão para a viagem, tendo a tribo de Levi ao centro junto com o Tabernáculo com as doze tribos cercando de todos os lados. A porção termina com os mandamentos dados a família de Kehat, segundo filho de Levi, consagrada para lidar com as partes sagradas do Tabernáculo.
A haftará desta parashá é Oseias 2:1–22.
Quando a parashá coincide com Shabat Machar Chodesh a parashá é 1 Samuel 20:18–42.

## Naso (נשא)

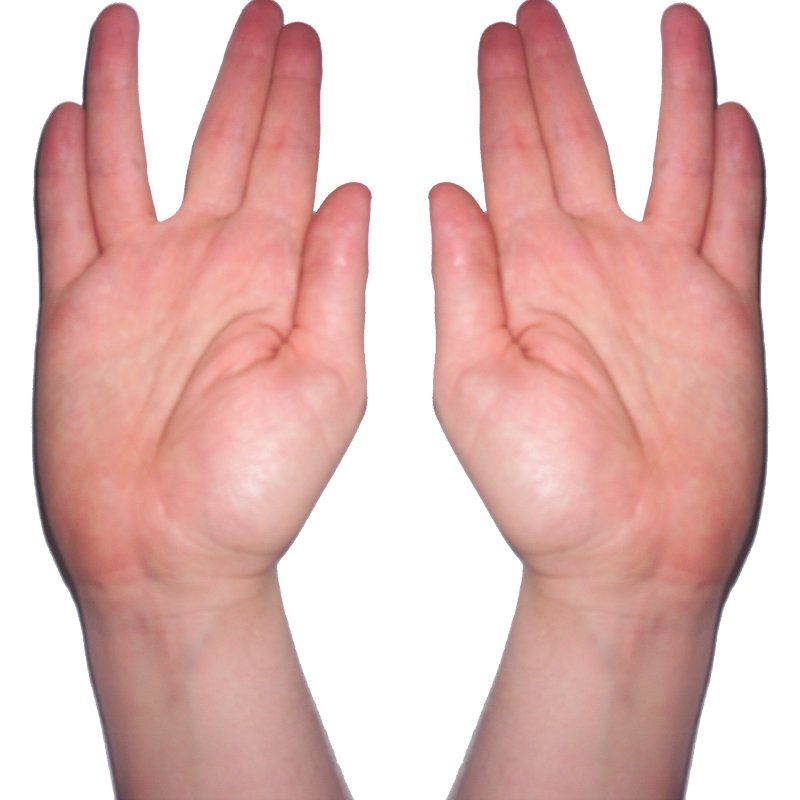
Posição das mãos dos cohanim durante a Benção sacerdotal.

Esta parashá inicia com a descrição dos mandamentos acerca das três famílias levitas -Gershon, Merari e Kehat na semana passada e de seu censo para o serviço sagrado. Prossegue com a descrição dos mandamentos a serem cumpridos com uma sotá, mulher suspeita de adultério e sobre os mandamentos relacionados ao nazir. Após prosseguir com as bênçãos que os cohanim devem abençoar o povo, Naso termina com a descrição das oferendas trazidas pelas tribos para a dedicação do Tabernáculo.
A haftará desta parashá é o Juízes 13:2–25.

## Behaalotekha (בהעלותך)
Esta parashá inicia com a descrição dos mandamentos relativos ao acendimento diário da menorá e do ritual de consagração dos levitas. A parashá prossegue narrando a celebração de Pessach no ermo, e o mandamento de um segundo Pessach ( Pêssach Sheni), para aqueles que não pudessem comemorar o primeiro devido a alguma restrição obrigatória.
O acampamento prossegue sua jornada, porém os constantes atritos e reclamações, assim como a presença de elementos não-israelitas faz com que o povo passe a murmurar constantemente contra Moshê. Moshê sente-se sobrecarregado por liderar sozinho o povo, e Deus ordena-lhe que escolha setenta anciãos para lhe auxiliar, o que o judaísmo posterior considerará como as bases de fundação do Sanhedrin. A porção conclui com a sedição promovida por Miriam e Aarão contra Moshê e a esposa deste. Devido a isto, Miriam é punida com lepra e é obrigada a ficar de quarentena fora do acampamento por sete dias.
A haftará desta parashá é  Zacarias 2:14–4:7.

## Shlakh (שלח)

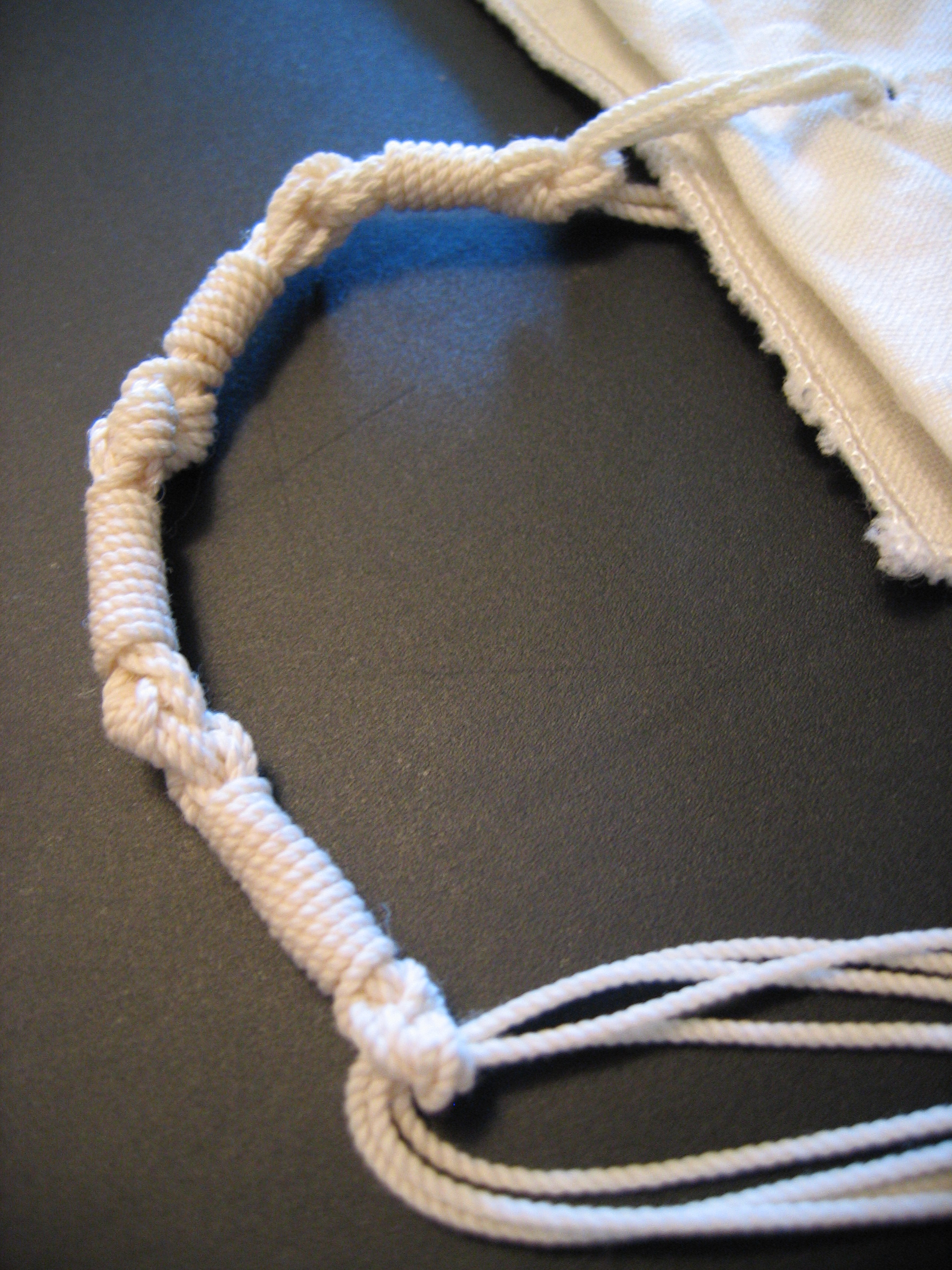
Tzitzit

Esta parashá inicia descrevendo o incidente envolvendo a descrição da terra de Canaã aos espias enviados por Moshê. O mau relatório apresentado por estes incentiva o povo a desejar retornar a escravidão no Egito, de modo que Deus os condena a peregrinar quarenta anos no ermo.
A porção prossegue com a descrição das libações de vinho e dos mandamentos relativos a chalá, além das leis referentes a idolatria, incluindo a descrição da morte de um homem por profanar o shabat. A parashá encerra-se com o mandamento de tsitsit.
A haftará desta parashá é  Livro de Josué 2:1–24.

## Qorakh (קרח)

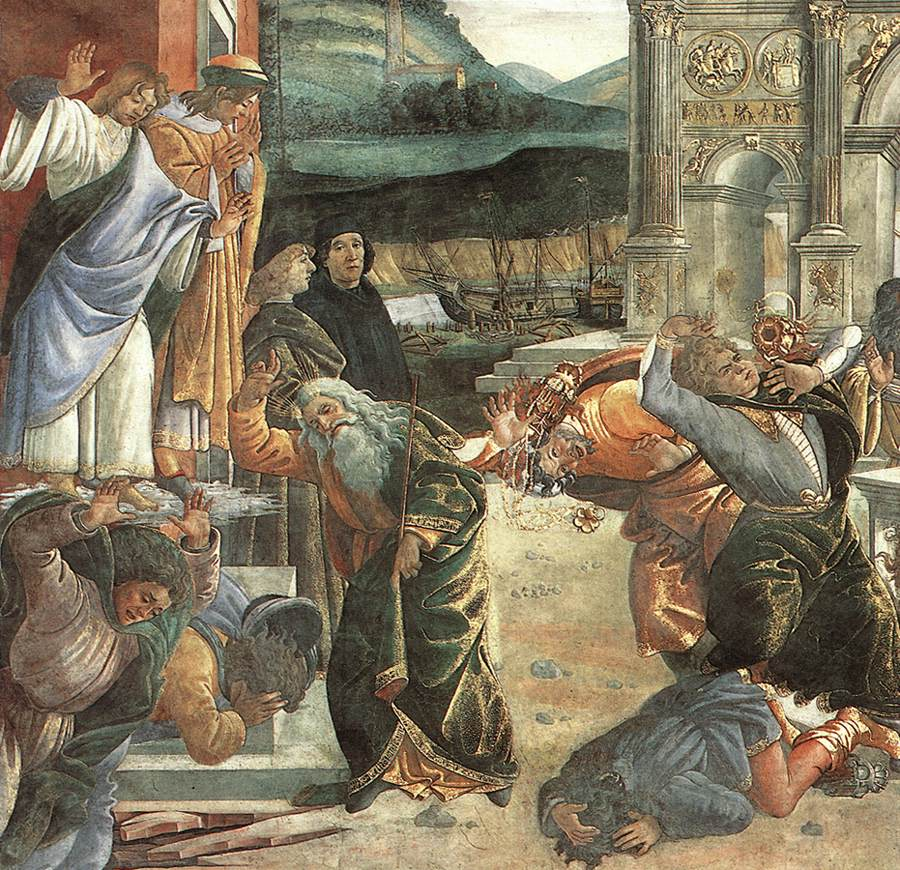
"A Punição de Corá" (pintura de Sandro Botticelli)

A parashá Qorakh inicia com a revolta organizada por Qorakh (às vezes transliterado Côrach ou Corá) contra Moshê e Aharon, dizendo que os dois estavam manipulando o povo israelita. Moshê pede aos revoltosos que ofereçam incenso junto com Aharon: aquele que fosse aceito pelo Eterno seria o líder legítimo. A terra se abre e engole Qorakh e os outros líderes da revolta são consumidos por uma chama. Os sobreviventes da rebelião são assolados pela peste ao reclamarem das mortes dos principais líderes.Moshê e Aharon intercedem diante do Eterno para evitar a extinção do povo, e o Eterno faz o cajado de Aharon brotar, legitimando sua autoridade.
A parashá prossegue descrevendo os direitos dos cohanim e dos levitas, assim como os mandamentos relativos ao seu sustento.
A haftará desta porção é  I Samuel 11:14–12:22.
Quando a parashá coincide com Shabat Rosh Chodesh a haftará é  Isaías 66:1–24.

## Khuqat (חקת)
Khuqat ou Chucat começa descrevendo o mandamento relativo a Pará Adumá, i.e. a vaca  vermelha da qual se utilizam as cinzas para purificar as pessoas que se tornaram impuras por contato com pessoas mortas.
A parashá prossegue então trinta e oito anos depois, com os acontecimentos decorrentes no final da peregrinação do povo de Israel no ermo. A irmã de Moshê, Miriam (Miriã) morre e segue-se os eventos decorrentes da falta de água para o povo: o Eterno ordena que Moshê e Aharon falem a uma pedra para que produza água, porém Moshê golpeia a pedra com seu cajado. Deus diz que os dois líderes não entrarão também na terra de Canaã.

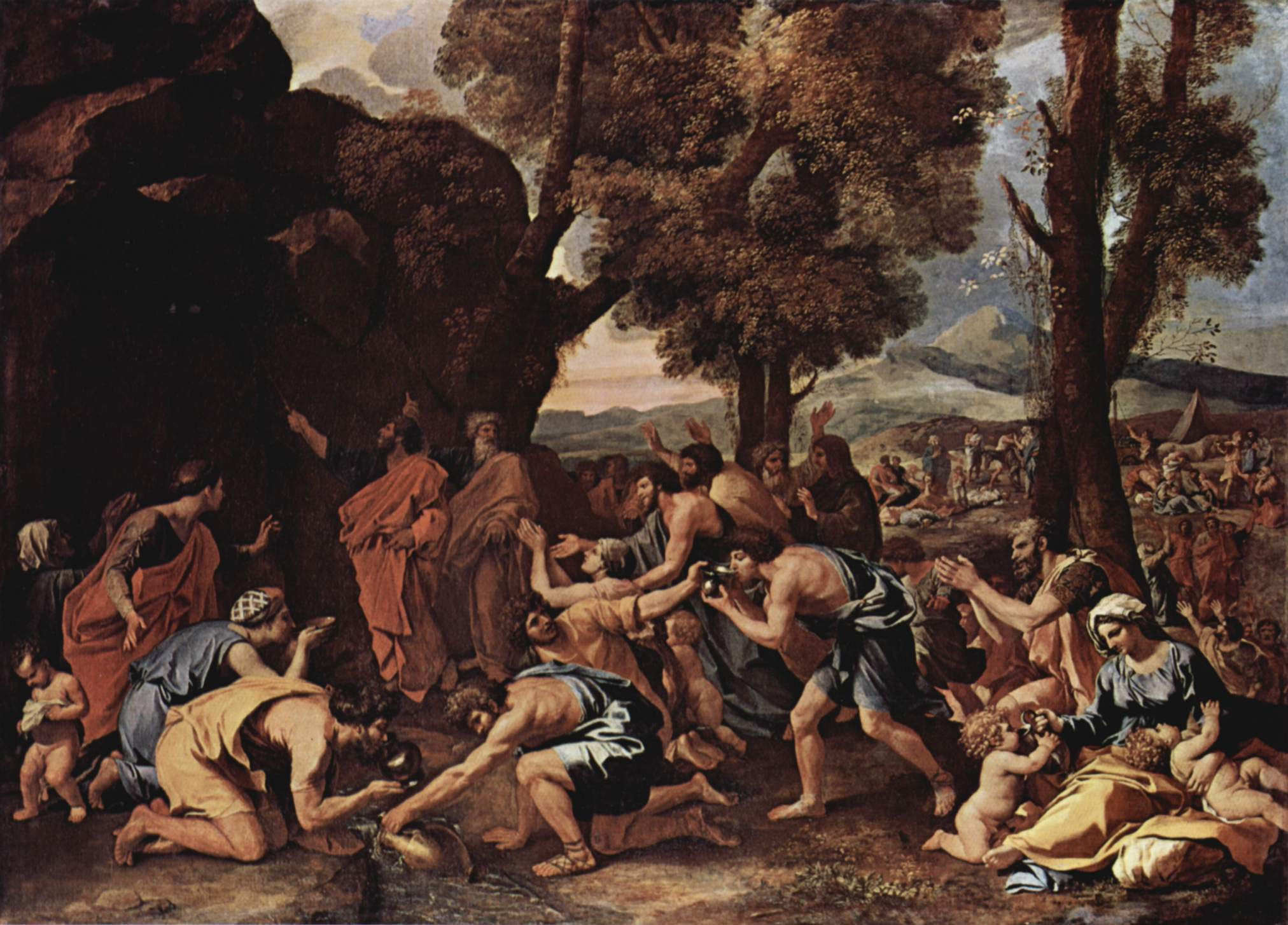
Moisés tira água da rocha (pintura de Nicolas Poussin)

Aharon morre e é sepultado no monte Hor, sendo sucedido por seu filho Elazar como Cohen Gadol. A narrativa termina com as guerras movidas contra Sichon, rei de Emori e Og, rei de Bashan.
A haftará desta parashá é Juízes 11:1–33.
Quando a parashá é combinada com a parashá Balaq, a haftará é Miqueias 5:6–6:8.

## Balaq (בלק)
A parashá Balaq (ou Balac) descreve os acontecimentos relativos ao profeta pagão Bilam (Balaão), contratado pelo rei de Moav para amaldiçoar o povo de Israel . Porém a interferência de Deus faz com que este pronuncie bênçãos e preces para o povo judeu. A porção termina com os atos de libertinagem entre os judeus e as filhas de Moav e Midian, inseridas no acampamento daqueles para corrompê-los.
A haftará desta parashá é Miqueias 5:6–6:8.

## Pinkhas (פנחס)
A parashá Pinkhas inicia com a promessa de sacerdócio a Pinkhas, neto de Aharon que matou um príncipe da casa de Shimeon e uma princesa midianita que estavam realizando atos de libertinagem em público. No final da parashá passada, uma peste irrompera no acampamento dos israelitas e graças ao ato de Pinkhas a peste cessa.
É realizado um novo censo do povo de Israel. Após este evento as cinco filhas de Tslofchad reivindicam uma parte da herança na terra de Israel, já que não tinham irmãos e o pai morrera no ermo. Deus permite que obtenham herança, e Moshê recebe os mandamentos relativos a herança do povo. Também lhe é ordenado que indique Yehoshua (Josué) como seu sucessor.
A parashá encerra com uma descrição das corbanot.
A haftará desta parashá é I Reis 18:46–19:21.

## Matot (מטות)
Matot descreve as leis sobre nedarim (promessas) e shevuot (juramentos). Prossegue com uma discussão sobre a vitória contra Midyan (Midiã) e acerca do despojo de guerra. As tribos de Reuven e Gad pedem que suas heranças fossem a leste do Rio Yarden, o que lhes é concedido por Moshê desde que ajudem as outras tribos a conseguirem suas posses em Kanaan.
A haftará desta parashá é Jeremias 1:1–2:3.
Quando a parashá Matot é combinada com Masei, a haftará é :
- para os asquenazitas: Jeremias 2:4–28 & 3:4.
- para os sefaraditas: Jeremias 2:4–28 & 4:1–2.

## Masei (מסעי)
A parashá Masei começa com um resumo da rota do povo de Israel durante os quarenta anos no ermo até a chegada ao Rio Yarden (Rio Jordão). Deus ordena que todos os habitantes de Canaã sejam expulsos da terra, e estabelece as fronteiras para cada tribo e as fronteiras de Israel. Os levitas no entanto não receberiam porções como demais, mas receberiam cidades especiais dentro das fronteiras de outras tribos. A parashá prossegue com a descrição das cidades-refúgios no qual deveriam se abrigar pessoas que tivessem matado outras sem intenção de modo a evitar a vingança por parte dos vingadores do sangue, até a morte do Cohen Gadol atual. A parashá prossegue com a descrição das diversas categorias de assassinatos e encerra com as leis referentes a herança sucessória.
A haftará desta porção é :
- para os  asquenazitas: Jeremias 2:4–28 & 3:4.
- para os  sefaraditas: Jeremias 2:4–28 & 4:1–2.

Quando a parashá é combinada com a parashá Matot, a haftará é a mesma da parashá Masei.
Quando a parashá coincide com Shabat Rosh Chodesh a haftará é  Isaías 66:1–24.